# Kono Light Novel ga Sugoi!
Kono Light Novel ga Sugoi! (このライトノベルがすごい!, Kono Raito Noberu ga Sugoi!, lit. "Esta Light Novel é Incrível!") é um guia anual de light novel publicado pela Takarajimasha. O guia divulga uma lista com dez light novels e personagens mais populares de acordo com uma votação feita na internet. Há uma introdução para cada obra, além de conter uma entrevista com o autor do primeiro lugar. Muitas das novelas citadas na revista são adaptadas em anime. Embora a maioria das novelas listadas seja uma série, algumas com apenas um volume também estão presentes. A primeira edição do guia foi lançada em 26 de novembro de 2004. Baka to Test to Shōkanjū e Toaru Majutsu no Index apareceram em seis top dez, enquanto as séries Suzumiya Haruhi no Yūutsu e Book Girl em cinco.

## Top 10 das light novels

### 2005–2009
| Posição | Título                                | Autor                | Artista           | Marca                  |
| 2005    | 2005                                  | 2005                 | 2005              | 2005                   |
| ------- | ------------------------------------- | -------------------- | ----------------- | ---------------------- |
| 01      | Suzumiya Haruhi no Yūutsu             | Nagaru Tanigawa      | Noizi Ito         | Kadokawa Sneaker Bunko |
| 02      | Zaregoto                              | Nisio Isin           | Take              | Kodansha Novels        |
| 03      | Akuma no Mikata                       | Hisamitsu Ueo        | Kaori Fujita      | Dengeki Bunko          |
| 04      | Ryūketsu Megamiden                    | Shinobu Suga         | Akari Funato      | Cobalt Bunko           |
| 05      | Baccano!                              | Ryohgo Narita        | Katsumi Enami     | Dengeki Bunko          |
| 06      | Nana Hime Monogatari                  | Wataru Takano        | Osamu Otani       | Dengeki Bunko          |
| 07      | Sora no Kane no Hibiku Hoshi de       | Soichiro Watase      | Minako Iwasaki    | Dengeki Bunko          |
| 08      | Allison                               | Keiichi Sigsawa      | Kouhaku Kuroboshi | Dengeki Bunko          |
| 09      | Bokusatsu Tenshi Dokuro-chan          | Masaki Okayu         | Torishimo         | Dengeki Bunko          |
| 10      | Chaos Legion                          | Tow Ubukata          | Satoru Yuiga      | Fujimi Fantasia Bunko  |
| 2006    |                                       |                      |                   |                        |
| 01      | Zaregoto                              | Nisio Isin           | Take              | Kodansha Novels        |
| 02      | Kino's Journey                        | Keiichi Sigsawa      | Kouhaku Kuroboshi | Dengeki Bunko          |
| 03      | Satōgashi no Dangan wa Uchinukenai    | Kazuki Sakuraba      | Mū                | Fujimi Mystery Bunko   |
| 04      | Sora no Kane no Hibiku Hoshi de       | Soichiro Watase      | Minako Iwasaki    | Dengeki Bunko          |
| 05      | Owari no Chronicle                    | Minoru Kawakami      | Satoyasu          | Dengeki Bunko          |
| 06      | Suzumiya Haruhi no Yūutsu             | Nagaru Tanigawa      | Noizi Ito         | Kadokawa Sneaker Bunko |
| 07      | Watashitachi no Tamura-kun            | Yuyuko Takemiya      | Yasu              | Dengeki Bunko          |
| 08      | Saredo Sainin wa Ryū to Odoru         | Rabo Asai            | Kyūjyō            | Kadokawa Sneaker Bunko |
| 08      | All You Need Is Kill                  | Hiroshi Sakurazaka   | Yoshitoshi ABe    | Super Dash Bunko       |
| 10      | Hanbun no Tsuki ga Noboru Sora        | Tsumugu Hashimoto    | Keiji Yamamoto    | Dengeki Bunko          |
| 2007    |                                       |                      |                   |                        |
| 01      | Spice and Wolf                        | Isuna Hasekura       | Jū Ayakura        | Dengeki Bunko          |
| 02      | Suzumiya Haruhi no Yūutsu             | Nagaru Tanigawa      | Noizi Ito         | Kadokawa Sneaker Bunko |
| 03      | Zaregoto                              | Nisio Isin           | Take              | Kodansha Novels        |
| 04      | Hanbun no Tsuki ga Noboru Sora        | Tsumugu Hashimoto    | Keiji Yamamoto    | Dengeki Bunko          |
| 05      | Kino's Journey                        | Keiichi Sigsawa      | Kouhaku Kuroboshi | Dengeki Bunko          |
| 06      | Toradora!                             | Yuyuko Takemiya      | Yasu              | Dengeki Bunko          |
| 07      | Owari no Chronicle                    | Minoru Kawakami      | Satoyasu          | Dengeki Bunko          |
| 08      | Book Girl                             | Mizuki Nomura        | Miho Takeoka      | Famitsu Bunko          |
| 09      | Sora no Kane no Hibiku Hoshi de       | Soichiro Watase      | Minako Iwasaki    | Dengeki Bunko          |
| 10      | Aruhi, Bakudan ga Ochitekite          | Hideyuki Furuhashi   | Yukari Higa       | Dengeki Bunko          |
| 2008    |                                       |                      |                   |                        |
| 01      | Full Metal Panic!                     | Shoji Gatoh          | Shikidouji        | Fujimi Fantasia Bunko  |
| 02      | Suzumiya Haruhi no Yūutsu             | Nagaru Tanigawa      | Noizi Ito         | Kadokawa Sneaker Bunko |
| 03      | Book Girl                             | Mizuki Nomura        | Miho Takeoka      | Famitsu Bunko          |
| 04      | Toradora!                             | Yuyuko Takemiya      | Yasu              | Dengeki Bunko          |
| 05      | Spice and Wolf                        | Isuna Hasekura       | Jū Ayakura        | Dengeki Bunko          |
| 06      | Kino's Journey                        | Keiichi Sigsawa      | Kouhaku Kuroboshi | Dengeki Bunko          |
| 07      | Mimizuku to Yoru no Ō                 | Izuki Kogyoku        | Hiroo Isono       | Dengeki Bunko          |
| 08      | Baka to Test to Shōkanjū              | Kenji Inoue          | Yui Haga          | Famitsu Bunko          |
| 09      | Tasogareiro no Uta Tsukai             | Kei Sazane           | Miho Takeoka      | Fujimi Fantasia Bunko  |
| 10      | Shakugan no Shana                     | Yashichiro Takahashi | Noizi Ito         | Dengeki Bunko          |
| 2009    |                                       |                      |                   |                        |
| 01      | Book Girl                             | Mizuki Nomura        | Miho Takeoka      | Famitsu Bunko          |
| 02      | Toradora!                             | Yuyuko Takemiya      | Yasu              | Dengeki Bunko          |
| 03      | Baka to Test to Shōkanjū              | Kenji Inoue          | Yui Haga          | Famitsu Bunko          |
| 04      | Toaru Majutsu no Index                | Kazuma Kamachi       | Kiyotaka Haimura  | Dengeki Bunko          |
| 05      | Spice and Wolf                        | Isuna Hasekura       | Jū Ayakura        | Dengeki Bunko          |
| 06      | Bakemonogatari                        | Nisio Isin           | Vofan             | Kodansha Box           |
| 07      | Seitokai no Ichizon                   | Sekina Aoi           | Kira Inugami      | Fujimi Fantasia Bunko  |
| 08      | Full Metal Panic!                     | Shoji Gatoh          | Shikidouji        | Fujimi Fantasia Bunko  |
| 09      | Usotsuki Mii-kun to Kowareta Maa-chan | Hitoma Iruma         | Hidari            | Dengeki Bunko          |
| 10      | Toaru Hikūshi e no Tsuioku            | Koroku Inumura       | Haruyuki Morisawa | Gagaga Bunko           |

### 2010–2014
| Posição | Título                                                  | Autor             | Artista           | Marca                  |
| 2010    | 2010                                                    | 2010              | 2010              | 2010                   |
| ------- | ------------------------------------------------------- | ----------------- | ----------------- | ---------------------- |
| 01      | Baka to Test to Shōkanjū                                | Kenji Inoue       | Yui Haga          | Famitsu Bunko          |
| 02      | Bakemonogatari                                          | Nisio Isin        | Vofan             | Kodansha Box           |
| 03      | Book Girl                                               | Mizuki Nomura     | Miho Takeoka      | Famitsu Bunko          |
| 04      | Toradora!                                               | Yuyuko Takemiya   | Yasu              | Dengeki Bunko          |
| 05      | Seitokai no Ichizon                                     | Sekina Aoi        | Kira Inugami      | Fujimi Fantasia Bunko  |
| 06      | Tasogareiro no Uta Tsukai                               | Sazane Kei        | Miho Takeoka      | Fujimi Fantasia Bunko  |
| 07      | Usotsuki Mii-kun to Kowareta Maa-chan                   | Hitoma Iruma      | Hidari            | Dengeki Bunko          |
| 08      | Ben-To                                                  | Asaura            | Kaito Shibano     | Super Dash Bunko       |
| 09      | Toaru Majutsu no Index                                  | Kazuma Kamachi    | Kiyotaka Haimura  | Dengeki Bunko          |
| 10      | Sōkyū no Karma                                          | Kōshi Tachibana   | Haruyuki Morisawa | Fujimi Fantasia Bunko  |
| 2011    |                                                         |                   |                   |                        |
| 01      | Toaru Majutsu no Index                                  | Kazuma Kamachi    | Kiyotaka Haimura  | Dengeki Bunko          |
| 02      | Boku wa Tomodachi ga Sukunai                            | Yomi Hirasaka     | Buriki            | MF Bunko J             |
| 03      | Baka to Test to Shōkanjū                                | Kenji Inoue       | Yui Haga          | Famitsu Bunko          |
| 04      | Sword Art Online                                        | Reki Kawahara     | Abec              | Dengeki Bunko          |
| 05      | Ben-To                                                  | Asaura            | Kaito Shibano     | Super Dash Bunko       |
| 06      | Book Girl                                               | Mizuki Nomura     | Miho Takeoka      | Famitsu Bunko          |
| 07      | Seitokai no Ichizon                                     | Sekina Aoi        | Kira Inugami      | Fujimi Fantasia Bunko  |
| 08      | Ore no Imōto ga Konna ni Kawaii Wake ga Nai             | Tsukasa Fushimi   | Hiro Kanzaki      | Dengeki Bunko          |
| 09      | Durarara!!                                              | Ryohgo Narita     | Suzuhito Yasuda   | Dengeki Bunko          |
| 10      | Kami-sama no Memo-chō                                   | Hikaru Sugii      | Mel Kishida       | Dengeki Bunko          |
| 2012    |                                                         |                   |                   |                        |
| 01      | Sword Art Online                                        | Reki Kawahara     | Abec              | Dengeki Bunko          |
| 02      | Toaru Majutsu no Index                                  | Kazuma Kamachi    | Kiyotaka Haimura  | Dengeki Bunko          |
| 03      | Ben-To                                                  | Asaura            | Kaito Shibano     | Super Dash Bunko       |
| 04      | Circlet Girl                                            | Satoshi Hase      | Miyū              | Kadokawa Sneaker Bunko |
| 05      | Baka to Test to Shōkanjū                                | Kenji Inoue       | Yui Haga          | Famitsu Bunko          |
| 06      | Boku wa Tomodachi ga Sukunai                            | Yomi Hirasaka     | Buriki            | MF Bunko J             |
| 07      | Occultologic                                            | Tsukasa Nimeguchi | Magomago          | Kadokawa Sneaker Bunko |
| 08      | Haruhi Suzumiya                                         | Nagaru Tanigawa   | Noizi Ito         | Kadokawa Sneaker Bunko |
| 09      | Idolising!                                              | Sakaki Hirozawa   | Cuteg             | Dengeki Bunko          |
| 10      | Iris on Rainy Days                                      | Takeshi Matsuyama | Hirasato          | Dengeki Bunko          |
| 2013    |                                                         |                   |                   |                        |
| 01      | Sword Art Online                                        | Reki Kawahara     | Abec              | Dengeki Bunko          |
| 02      | Toaru Majutsu no Index                                  | Kazuma Kamachi    | Kiyotaka Haimura  | Dengeki Bunko          |
| 03      | Rokka no Yūsha                                          | Ishio Yamagata    | Miyagi            | Super Dash Bunko       |
| 04      | Baka to Test to Shōkanjū                                | Kenji Inoue       | Yui Haga          | Famitsu Bunko          |
| 05      | Ore no Imōto ga Konna ni Kawaii Wake ga Nai             | Tsukasa Fushimi   | Hiro Kanzaki      | Dengeki Bunko          |
| 06      | Yahari Ore no Seishun Love Come wa Machigatteiru.       | Wataru Watari     | Ponkan8           | Gagaga Bunko           |
| 07      | Durarara!!                                              | Ryohgo Narita     | Suzuhito Yasuda   | Dengeki Bunko          |
| 08      | Shinonome Yūko wa Tanpen Shōsetsu o Aishiteiru          | Bingo Morihashi   | Nardack           | Famitsu Bunko          |
| 09      | Sakurada Reset                                          | Yutaka Kōno       | Yū Shiina         | Kadokawa Sneaker Bunko |
| 10      | Horizon in the Middle of Nowhere                        | Minoru Kawakami   | Satoyasu          | Dengeki Bunko          |
| 2014    |                                                         |                   |                   |                        |
| 01      | Yahari Ore no Seishun Love Come wa Machigatteiru.       | Wataru Watari     | Ponkan8           | Gagaga Bunko           |
| 02      | Tenkyō no Alderamin                                     | Bokuto Uno        | Sanbasō           | Dengeki Bunko          |
| 03      | Toaru Majutsu no Index                                  | Kazuma Kamachi    | Kiyotaka Haimura  | Dengeki Bunko          |
| 04      | Dungeon ni Deai o Motomeru no wa Machigatte Irudarou ka | Fujino Omori      | Yasudasuzuhito    | GA Bunko               |
| 05      | Sword Art Online                                        | Reki Kawahara     | Abec              | Dengeki Bunko          |
| 06      | Hataraku Maō-sama!                                      | Satoshi Wagahara  | Oniku             | Dengeki Bunko          |
| 07      | Tokyo Ravens                                            | Kōhei Azano       | Sumihei           | Fujimi Fantasia Bunko  |
| 08      | Rokka no Yūsha                                          | Ishio Yamagata    | Miyagi            | Super Dash Bunko       |
| 09      | Ore no Imōto ga Konna ni Kawaii Wake ga Nai             | Tsukasa Fushimi   | Hiro Kanzaki      | Dengeki Bunko          |
| 10      | No Game No Life                                         | Yū Kamiya         | Yū Kamiya         | MF Bunko J             |